# 山本貴志
山本 貴志（やまもと たかし、1983年4月12日 - ）は、長野市出身のピアニスト。

## 略歴
信州大学教育学部附属長野小学校、信州大学教育学部附属長野中学校、桐朋女子高等学校音楽科（男女共学）、桐朋学園大学ソリスト・ディプロマ・コースにおいて大島正泰、玉置善己に師事。2003年よりポーランド・ワルシャワの国立ショパン音楽アカデミーで国際審査員常連のピヨトル・パレチニに師事。2008年、アカデミーを首席で卒業。2005年のショパン国際ピアノコンクールで4位入賞を果たしたことにより一躍注目を浴びる。
大学卒業後は東京を拠点に活動していたが、2015年現在再びワルシャワに拠点を移し活動している。

## 受賞歴
- 1997年 第12回長野県ピアノコンクールグランプリ
- 1998年 第52回全日本学生音楽コンクール東京大会中学校の部第3位
- 2001年 第70回日本音楽コンクール第3位
- 2004年5月 第56回プラハの春国際音楽コンクール第3位およびヴァレンティーナ・カメニコヴァー特別賞（最年少ファイナリスト対象）（チェコ、プラハ[2]）
- 2004年11月 第6回パデレフスキ国際ピアノコンクール 第5位（ポーランド、ビドゴシチ）
- 2005年5月 第4回ザイラー国際ピアノコンクール優勝[3]、ショパン作品最優秀演奏賞受賞（ドイツ、バイエルン州キッチンゲン[4]）
- 2005年10月 第15回ショパン国際ピアノコンクール（ポーランド、ワルシャワ[5]）第4位
- 2006年 ジーナ・バッカウアー国際ピアノコンクール（アメリカ、ソルトレイク[6]）第2位
- 2008年 ヒルトン・ヘッド国際ピアノコンクール（アメリカ、サウスカロライナ）第2位

## エピソード
このコンクールの1次予選から本選までの模様を抜粋したポーランド国内向けCDがNAXOSより15枚発売されたが、個人で1枚のCDとなったのは全参加者中ラファウ・ブレハッチ（vol.6）・辻井伸行（vol.7）・山本貴志（vol.8）のみである。